# Philodromus spectabilis
Philodromus spectabilis este o specie de păianjeni din genul Philodromus, familia Philodromidae, descrisă de Keyserling, 1880. Conform Catalogue of Life specia Philodromus spectabilis nu are subspecii cunoscute.